# Liancalus virens
Liancalus virens är en tvåvingeart som först beskrevs av Giovanni Antonio Scopoli 1763.  Liancalus virens ingår i släktet Liancalus och familjen styltflugor. Arten är reproducerande i Sverige. Inga underarter finns listade i Catalogue of Life.